# 三十秒過後
《三十秒過後》是公共電視文化事業基金會《公視人生劇展》作品之一，三匠影視製作，2009年2月8日台灣時間22時整首播。
《三十秒過後》在2009年第44屆金鐘獎共获一個獎項，而夏靖庭憑這部迷你劇集拿到電視金鐘獎最佳男主角。2009年，在《公視人生劇展》十週年慶「十時有你 金采人生」中，本劇為網路票選TOP10。

## 剧情概述
整部剧主要描写阿定在失去工作、痛失家人（妻子）的打击下，如何克服心理障碍、为自己增加自信与勇气的时间；因为，三十秒过后，就是光明国小校工征选测验的开始；阿定能不能通过测验，为自己赢得胜利，让母亲与儿子不再挨饿，就看这一次……
阿定原本在渔产公司担任渔货记帐，但因渔产公司缩编而被裁员失业。所幸阿定靠妻子支持，夫妻俩协力经营面摊，勉强维持生活。不料两年前，一场意外的车祸，妻子当场丧命；阿定承受不了如此打击，意志消沈许久。妻子留下的面摊无法经营，阿定只好靠著四处打零工赚取微薄收入，让一对儿女及年迈的母亲跟着他过三餐不繼的生活。
在一次偶然机会中，阿定看见光明国小要征求校工的公告，征选门槛不高：只要具有汽车驾照，并会操作除草机，即可获选。校工不但有获得稳定待遇，更享有公定假日及退休金。阿定十分心动，母亲也鼓励他去争取机会，儿子小文却坚决反对。小文虽然不说原因，但阿定知道，小文一定是担心遭受同学异样眼光。阿定陷入两难，究竟他该不该争取这一个工作机会呢？

## 角色
- 阿定（夏靖庭飾）
男，40歲，個性老實憨厚，不與人爭。被漁產公司裁員之後，跟著妻子做小生意。兩年前一場車禍中，妻子意外去世。接連而來的打擊讓他對生命失去了信心，也對自己越來越沒自信，導致工作越來越不順利，最後只好靠打零工賺取微薄收入。
- 阿嬤（白明華飾）
阿定母親。個性純樸，樂天知命，有輕微健忘症，最大興趣是逛菜市場跟老朋友聊天，並四處打聽哪裡有便宜的菜可以買。自從媳婦意外過世之後，她就負責家中大小務，洗衣燒飯樣樣都要來，日漸拖垮身體；所幸有得力助手孫女珊珊的幫忙，減輕她不少重擔。
- 老焦（鐵孟秋飾）
男，60歲，光明國小的創校元老校工，在校服務多年，即將退休，當時也是周校長籌畫甄選校工，他是唯一一位「十項全能」，都通過考試，高分上榜，非常深受校長的器重。
- 小文（汪政緯飾）
阿定的小兒子，10歲，光明國小三年級學生，個性活潑調皮，幼稚不懂事，最喜歡卡通金剛戰士，與阿嬤溝通不良，讓大人傷透腦筋。
- 珊珊（尤子云飾）
阿定的大女兒，14歲，國一學生，個性文靜乖巧，母親去世後，她養成比同年齡小孩更為早熟的心智，成績始終保持名列前茅，還活躍於學校社團，從不讓父親與阿嬤為她操心，是大人的好幫手。
- 周校長（陳季霞飾）
55歲，一手創立光明國小，終身奉獻教育，始終保持單身。光明國小在她的帶領下，成為縣長表揚的模範小學。個性正直，公私 分明，絕不接受家長或老師賄賂，名副其實的不沾鍋。
- 江主任（簡義哲飾）
男，50歲，光明國小訓導主任，皮膚黝黑，笑容僵硬，一身結實肌肉，出身軍人家庭，服從心強，個性嚴謹，不苟言笑。最在乎自己 儀容是否整潔，頭髮總是一絲不苟地保持分線，是小朋友口中最怕的「黑將軍」。
- 劉護士（廖梨伶飾）
女，40歲，光明國小護理站負責人，個性熱心，愛管閒事，全校師生的家庭背景資料倒背如流，擅長泡咖啡，使得護理站不但成了學生受傷生病時的休息站，也成了校內老師喝咖啡聊是非的八卦站。
- 福哥（游瀧澍飾）
漁產公司幹部，阿定好友，也是一位非常熱心於公益活動的朋友，兩人無話不談。
- 國立大學森林系考生（周詠軒飾）
男，25歲，國立大學森林系畢業，個性有點恃才傲物，為了準備生科研究所考試，於是報考光明國小校工，意圖獲得一份穩定的工作暫時糊口，是本次光明國小校工徵選者中最年輕、學歷最高、實力也最堅強的一位。

## 劇组人员
- 監製      張朝晟
- 製作人    江豐宏
- 制作協調   朱慕蓉
- 導演 郭春暉
- 編劇       王莉雯
- 製片／副導演       廖士涵
- 攝影師     李鳴
- 燈光師     陳道忠
- 美術指導／部落格設計   黃婉妮
- 造型       游雯淇
- 剪接       翁韻如
- 音樂       羅湘淩
- 動畫       劉上平
- 演員管理   吳璨琦
- 執行製作   蔡雨庭
- 字體設計 陳宛滋
- 演員管理 吳璨琦
- 製作助理 閰俊瑋
- 場務 蘇皇銘
- 製作協助 柯雁心
- 會計 陳淑玲／蔡靜蘋
- 場記 賴欣儀
- 攝影大助理 黃偉烈
- 攝影二助理 曾彥傑
- 收音 董皓雲
- 燈光大助理 陳重佑
- 燈光助理 周俊佳／洪議喨
- 美術執行 廖建安
- 美術協助 陳又維
- 化妝 蕭嘉蓉
- 服裝 洪紫馨
- 劇照 廖梅君
- 側拍 洪雅萍
- 成音 斐聲音效工作室
- 後期製作 大川大立數位影音
- 攝影器材 大川大立數位影音
- 燈光器材 六福影視器材
- 場務器材 永焺影視器材

## 主要演員
- 夏靖庭 飾　阿定
- 白明華 飾　阿嬤
- 鐵孟秋 飾　老焦
- 汪政緯 飾　小文
- 尤子云 飾　珊珊
- 陳季霞 飾　周校長
- 游瀧澍 飾　福哥
- 簡義哲 飾　江主任
- 廖梨伶 飾　劉護士
- 周詠軒 飾　森林系考生
- 郭春暉 飾　漁會路人甲

## 拍摄地点
- 台灣台北縣修德國民小學
- 台灣台北縣深坑國民小學
- 台灣台北縣深坑國民中學

## 大事记
- 2009年9月10日 第44届金钟奖入围名单公布,《三十秒過後》入圍5个奖项。
  - 一、節目獎
    - 1. 迷你劇集獎

  - 二、個人獎
    - 1. 迷你劇集男主角獎：夏靖庭
    - 2. 迷你劇集女配角獎：白明華
    - 3. 迷你劇集導播（演）獎：郭春晖
    - 4. 迷你劇集編劇獎：王莉雯
- 2009年10月16日 第44屆金鐘獎電視金鐘獎頒獎典禮,《三十秒過後》夏靖庭奪得迷你劇集男主角獎。
- 2009年12月20日 公視在臺北市卡邦餐廳主辦《公視人生劇展》十週年慶‘十時有你 金采人生’，《三十秒過後》獲選《公視人生劇展》網路票選TOP10。當天長官頒發一座紀念獎盃，難得在一百多部片裡脫穎而出。
- 2010年1月20日《三十秒過後》在光點台北電影主題館大銀幕播放。

## 獎項
- 2009年第44屆台灣金鐘獎
  - 迷你劇集節目男主角獎：夏靖庭
- 2009年獲選公視人生劇展網路票選TOP10